# 坟台镇
坟台镇，是中华人民共和国安徽省阜阳市太和县下辖的一个乡镇级行政单位。

## 行政区划
坟台镇下辖以下地区：
坟台社区、镇北村、镇西村、板桥村、关营村、双钟村、林庄村、孙庄村、宋河村、大丁村、陈寨村、张寨村、韩寺村、民族村、陶阁村、陶楼村和赵桥村。